# 阿靈頓 (阿拉巴馬州)
阿靈頓（英語：Arlington）是位於美國阿拉巴馬州威爾科克斯縣的一個非建制地區。該地的面積和人口皆未知。

## 地理
阿靈頓的座標為32°03′26″N 87°35′19″W / 32.05722°N 87.58861°W，而該地的平均海拔高度為59米（即194英尺）。